# Calloporoidea
Calloporoidea zijn een superfamilie van mosdiertjes (Bryozoa) uit de orde van de Cheilostomatida. De wetenschappelijke naam ervan werd in 1903 voor het eerst geldig gepubliceerd door Norman.

## Families
- Antroporidae Vigneaux, 1949
- Bryopastoridae d'Hondt & Gordon, 1999
- Calloporidae Norman, 1903
- Chaperiidae Jullien, 1888
- Cupuladriidae Lagaaij, 1952
- Cymuloporidae Winston & Vieira, 2013
- Doryporellidae Grischenko, Taylor & Mawatari, 2004
- Ellisinidae Vigneaux, 1949
- Farciminariidae Busk, 1852
- Foveolariidae Gordon & Winston, 2005
- Heliodomidae Vigneaux, 1949
- Hiantoporidae Gregory, 1893
- Mourellinidae Reverter-Gil, Souto & Fernández-Pulpeiro, 2011
- Pyrisinellidae di Martino & Taylor, 2012
- Quadricellariidae Gordon, 1984
- Vinculariidae Busk, 1852  †